# جنوبی‌کپی بحرالغزالی
جنوبی‌کپی بحرالغزالی به گونه ای گفته می‌شود که از روی سنگواره ای از انسان‌تباران که در سال ١٩٩٥ میلادی  توسط میشل برونه در درهٔ بحرالغزال نزدیک کورو تورو در چاد کشف شد، معرفی گردید. برونه این سنگواره را ابل نام نهاد. قدمت این سنگواره با روش قدمت سنجی رادیومتری بر پایهٔ بریلیوم ٣/٦ میلیون سال تخمین زده شد.